# Lørenskog IK
Le Lørenskog IK (Lørenskog Ishockey Klubb) est un club de hockey sur glace de Lørenskog en Norvège. Il évolue en GET ligaen, l'élite norvégienne.

## Historique
Le club est créé en 1963.

## Palmarès
- Vainqueur de la 1. divisjon: 2007.